# Compañía Española

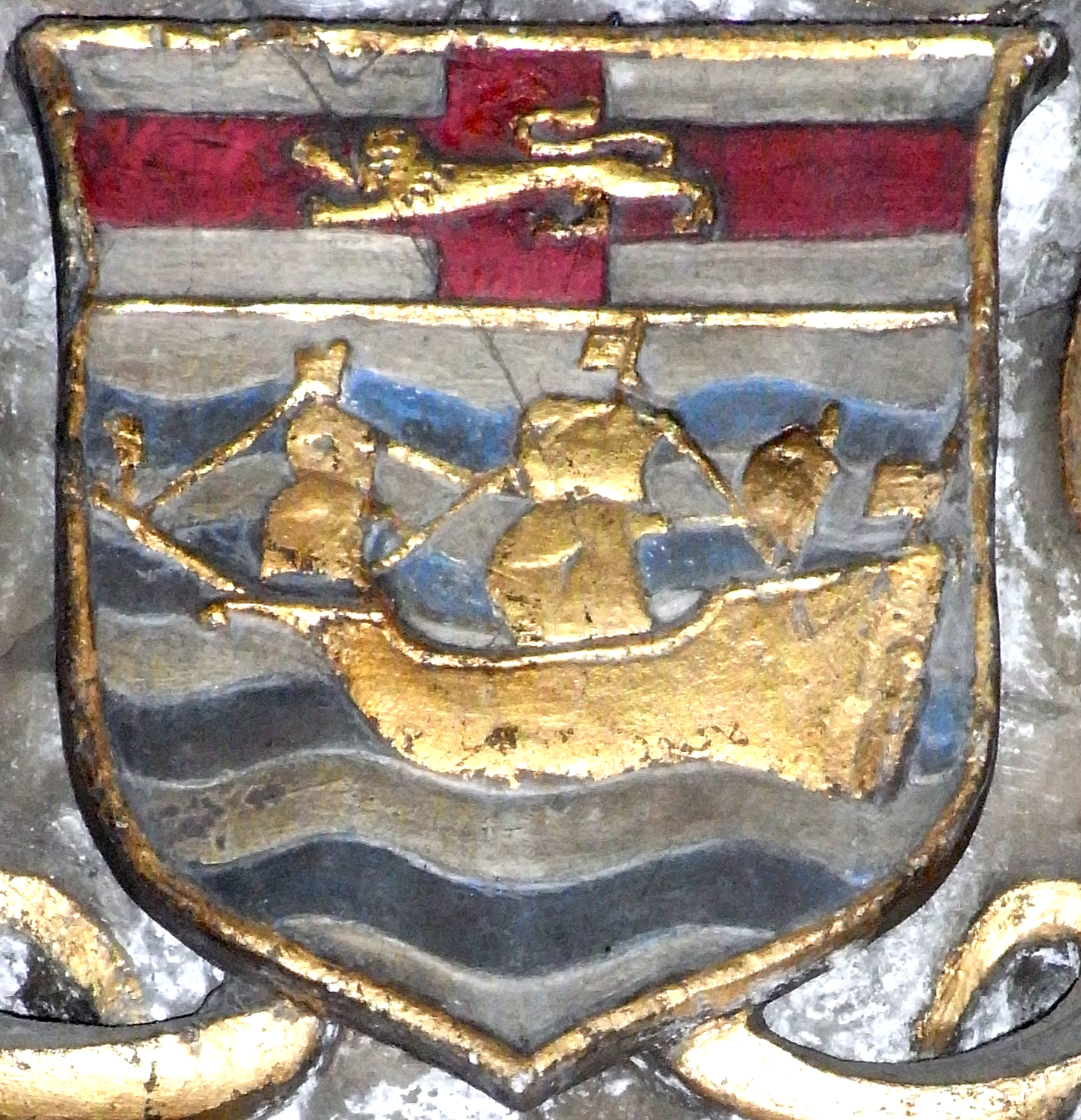
Escudo de armas de la Compañía Española: Un mar en la base en azur, con la cabeza de un delfín apareciendo en el agua todo al natural. En el mar, un barco de tres mástiles, a toda vela y en esmalte oro. La vela y el aparejando en argén, y en cada vela una cruz gules. En el cantón diestro del jefe, señalando el sol en esplendor. En el cantón siniestro del jefe señalando una estoile con el tercer esmalte. Sobre un jefe con el cuarto, una cruz con el quinto, sosteniendo el león de Inglaterra (según consta el Colegio de Armas). Esta versión, que difiere ligeramente del blasón oficial, es del monumento mural a Richard Beaple (muerto en 1643), quien fue tres veces Alcalde de Barnstaple, en la Iglesia de St Peter, Barnstaple, Devon

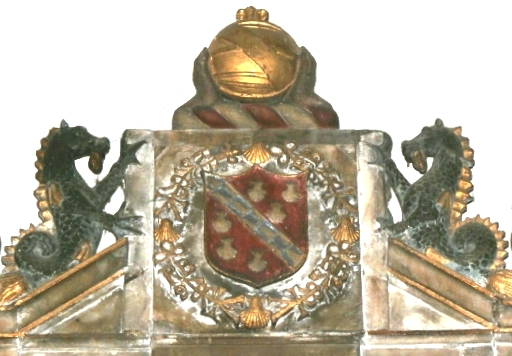
Consecución heráldica de Richard Beaple (d.1643), tres veces Alcalde de Barnstaple, detalle de su monumento en la Iglesia de St Peter, Barnstaple, Devon. El escudo central muestra sus armas familiares: Gules, un vero curvado entre 6 seis escallops (conchas) oro. Los soportes y el escudo son los de la Compañía Española, cuyas armaduras se muestran en otras partes de su monumento. Cimera: En una guirnalda de los colores, dos brazos embebidos sobresaliendo de las nubes al natural, sosteniendo en las manos un globo oro. Soportes: Dos caballos de mar argén, con aletas oro.

La Compañía española era una compañía privilegiada inglesa o cuerpo corporativo inglés establecida en 1530, y 1577, confirmada en 1604, y restablecida en 1605 como Presidente, Ayudantes y Camaradería de Mercaderes de Inglaterra que comercia a España y Portugal (en inglés, President, Assistants and Fellowship of Merchants of England trading into Spain and Portugal), cuyo objetivo era la facilitación del comercio inglés entre Inglaterra y España mediante el establecimiento de un monopolio corporativo de comerciantes autorizados.

## Historia
La Compañía fue establecida por varios estatutos de la siguiente forma:
- 1530 Carta otorgada por el rey Enrique VIII datada el 1 de septiembre de 1530
- 1577 Carta otorgada por la reina Isabel I datada el 8 de junio de 1577
- 1604 Carta de confirmación otorgada por el rey Jaime I datada el 30 de marzo de 1604, tras el cese de hostilidades en la guerra anglo-española (1585–1604), pero antes de la firma del Tratado de Londres (1604); más tarde determinándose que esta contenía "diversas desviaciones e imperfecciones".
- 1605 carta otorgada por el rey Jaime I, datada el 31 de mayo de 1605, para reemplazar la carta imperfecta de 1604.

## Miembros fundadores, 1605
Los 557 miembros fundadores nombrados en la carta de incorporación de 1605 consistieron en dos grupos distintos: el primero consistido de 25 nobles, caballeros y oficiales reales; así como de 532 mercaderes de 16 puertos y pueblos ingleses mencionados. Richard Langley, de la ciudad de Londres, fue nombrado secretario vitalicio en 1605.

### Nobles y oficiales reales
El 25 nobles, caballeros y oficiales reales nombrados como miembros fundadores fueron los siguientes:
- Thomas Sackville, 1.er conde de Dorset (1527-1608), Lord tesorero de Inglaterra.
- Charles Howard, 1.er conde de Nottingham (1536-1624), Lord almirante de Inglaterra.
- Charles Blount, 8.º barón de Mountjoy, 1.er conde de Devon (1563-1606).
- Henry Howard, 1.er conde de Northampton (1540-1614), Lord guardián de los Cinco puertos.
- Robert Cecil, 1.er conde de Salisbury, KG PC (c.1563-1612), secretario principal del rey.
- Sir Thomas Flemyng (1544-1613), caballero, barón jefe del Échiquier.
- Sir Edward Coke (1552-1634), caballero, procurador general.
- Sir Daniel Dunne (muerto en 1617), caballero, un maestro de las Solicitudes Reales.
- Sir William Waad, caballero, Sir Thomas Smythe, caballero, Sir Thomas Edmonds, caballero, empleados del Consejo privado.
- Sir Thomas Lake, caballero, empleado del Signet.
- Sir Richard Martyn, Sir John Spencer, Sir Thomas Smyth, Sir Robert Lee, Sir John Watts, Sir Thomas Cambell, Sir Christopher Hoddesden, Sir John Swynerton, Sir William Romeney, Sir Henry Sackford, Sir Thomas Pullison, Sir William Bond y Sir Samuel Saltonstall, caballeros.

### Puertos y pueblos de origen de los miembros comerciantes
Los mercaderes nombrados como miembros fundadores eran de los siguientes puertos y pueblos ingleses (número de miembros en paréntesis), en el orden que se enumeran en la carta:
- Ciudad de Londres (224)
- Bristol (97)
- Exeter, Devon (45)
- Bridgwater, Somerset (11)
- Yarmouth, Norfolk (2)
- Chester (4)
- Plymouth, Devon (12), incluyendo a Sir Richard Hawkins
- Kingston-upon-Hull (7)
- Tiverton, Devon (14)
- Taunton, Somerset (11)
- Chard, Somerset (13)
- Totnes, Devon (11)
- Lyme, Dorset (14)
- Barnstaple, Devon (12)
- Southampton, Hampshire (8)
- Ipswich, Suffolk (15)

## Carta de 1605
El pasaje clave en la carta real de 1605 del rey Jaime I que restableció la compañía es la siguiente (traducida al español):

«Y para aquellas diversas personas y nuestros súbditos que no se hayan educado en mercadería o usos del comercio; sino que, siendo completamente ignorantes e inexpertos, tanto en el orden y reglas de la mercadería, como en las leyes y costumbres de los reinos de España y Portugal, en temas de aduana, usos, peajes y valores de dineros, pesos y medidas, y en todo lo demás perteneciente a mercancías muy necesarias, por su desconocimiento e ignoracia en caso de que cometan muchos inconvenientes y absurdos (tal como estamos informados) a la ofensa de nosotros y de nuestro querido hermano, el rey de España, estamos dispuestos a prevenir y enfrentar tales inconvenientes, y con la intención de promover y ayudar a los comerciantes expertos y ejercitados en su comercio legítimo y honesto, y a establecer un buen orden y gobierno en el país, dicho oficio, de nuestra amplia y abundante gracia; concede al presidente, asistentes y a la hermandad de comerciantes que… solo ellos, y solo aquellos que sean o serán de esta incorporación o miembros de esta confraternidad, disfrutarán completamente del beneficio exclusivo de mercadería y comercio y el uso de la hazaña y el comercio de mercancías, por y a través de todas las partes de España y Portugal, desde la localidad de Fuenterrabía en el reino o provincia de Vizcaya, pasando por el litoral de España o Portugal o cualquiera de estos, hasta Barcelona y todas las islas contiguas o pertenecientes a dichos reinos, hacia la parte sur u oeste de los mismos. Y por lo tanto, mandamos a todos nuestros súbditos, nuestros herederos y sucesores, del grado o calidad que sean, que ninguno de ellos, directa o indirectamente, visite sitios frecuentados o de comercio, tráfico o aventura en forma de mercancías hacia o desde cualquiera de las partes de España o Portugal o cualquiera de ellos desde la localidad de Fuenterrabía hasta Barcelona, ni dentro de ninguna de las islas colindantes o pertenecientes a dichos reinos, hacia la parte sur u oeste de los mismos, además del presidente, los asistentes, la confraternidad y las personas en particular que sean de esa confraternidad, sus factores, agentes, servidores y asignados, sobre el dolor no solo para incurrir en nuestra indignación, sino también para pagar tales dolores y tratos, así como también para sufrir encarcelamiento y otros dolores, debido a los transgresores de los estatutos de la confraternidad».

## Poderes legislativos
La carta de 1605 le dio a la compañía el poder de ordenar y establecer estatutos, leyes, constituciones y ordenanzas, de modo que las leyes y constituciones no sean contrarias, repugnantes o despectivas a cualquier otro tratado, liga, capitulación o convenio entre nosotros, nuestros herederos y sucesores. Y cualquier otro príncipe o potentado hecho o por hacerse, ni tendiendo a obstaculizar el comercio y el tráfico de ninguno de los miembros de la confraternidad, comportándose él o ellos mismos de forma debida y ordenadamente como conviene a los buenos comerciantes de la confraternidad, sin ningún intento fraudulento o práctica desordenada, así como para el buen gobierno y el buen mandato del presidente, asistentes y compañeros, como del resto en un todo como personas singulares, y demás súbditos, nuestros herederos y sucesores, o por cualquier medio ejercitando mercancías, en los reinos de España y Portugal. 

## Poderes tributarios
La carta de 1605 otorgó a la compañía el poder de gravar las mercancías tanto importadas como exportadas por sus miembros en la suma que les parezca necesaria y conveniente para el beneficio común y el sustento del estipendio necesario y razonable; y demás cargas de la confraternidad y corporación.

## Poder de encarcelar
La carta de 1605 le otorgó también a la compañía el poder de castigar a los malhechores, así como de castigar y corregir con el encarcelamiento o de otra manera con una multa, un pago u otro castigo razonable.

## Instrucciones a puertos ingleses
La carta de 1605 prohibía a los funcionarios de aduanas el permitir la exportación de mercancías a España o Portugal, excepto a los miembros de la compañía: Nosotros cobramos y ordenamos directamente a todos los clientes singulares, contralores y recaudadores de aduanas, cargas y subvenciones, y todos los demás funcionarios dentro de nuestro puerto, de la ciudad de Londres y cualquier otro lugar que corresponda; sus dependientes o sustitutos no aceptarán la entrada de ningún bien, mercadería o mercancía para ser transportada a España o Portugal, ni realizarán ningún acuerdo para cualquier aduana, libra u otra subvención para cualquiera de esos bienes, pero solo de la persona y personas libres de la beca en virtud de estas patentes nuestras.

## Cónsules y gobernadores
La carta de 1605 otorgó a la compañía el poder de establecer sus propios cónsules y gobernadores dentro del área de comercio con el fin de: administrar a (los miembros) con total rapidez y agilizar la justicia en todas y cada una de sus causas, quejas y dispuestas entre ellos en los dominios de España y Portugal, y para pacificar, decidir y resolver todo y toda clase de cuestiones discordantes y luchas en cualquiera de los reinos de España y Portugal, trasladados o por trasladar, por el mejor gobierno de los comerciantes de España y Portugal.

## Heráldica
Los blasones de la compañía eran los siguientes: Un mar en la base en azur, con la cabeza de un delfín apareciendo en el agua todo al natural. En el mar, un barco de tres mástiles, a toda vela y en esmalte oro. La vela y el aparejando en argén, y en cada vela una cruz gules. En el cantón diestro del jefe, señalando el sol en esplendor. En el cantón siniestro del jefe señalando una estoile con el tercer esmalte. Sobre un jefe con el cuarto, una cruz con el quinto, sosteniendo el león de Inglaterra. Cimera: En una guirnalda de los colores, dos brazos embebidos sobresaliendo de las nubes al natural, sosteniendo en las manos un globo oro. Soportes: Dos caballos de mar argén, con aletas oro.